# W Andromedae
W Andromedae är en pulserande variabel av Mira Ceti-typ i stjärnbilden Andromeda. Stjärnan varierar mellan visuell magnitud +6,7 och 14,6 med en period av 397,3 dygn.